# Mezőpete
Mezőpete (románul: Petea) falu Maros megyében, Erdélyben. Közigazgatásilag Mezőbánd községhez tartozik.

## Fekvése
A Mezőség délkeleti részén fekszik, Mezőbándtól 7 km-re délre.